# 1ª Divisão 2014-2015 (hockey su pista)
La 1ª Divisão 2013-2014 è stata la 75ª edizione del torneo di primo livello del campionato portoghese di hockey su pista; disputato tra il 4 ottobre 2014 e il 16 maggio 2015 si è concluso con la vittoria del Benfica, al suo ventiduesimo titolo.

## Stagione

### Formula
La 1ª Divisão 2014-2015 vide ai nastri di partenza quattordici club; la manifestazione fu organizzata con un girone all'italiana, con gare di andata e ritorno per un totale di 26 giornate: erano assegnati 3 punti per l'incontro vinto e un punto a testa per l'incontro pareggiato, mentre non ne era attribuito alcuno per la sconfitta. Al termine del campionato la squadra prima classificata venne proclamata campione del Portogallo. Le squadre classificate dal dodicesimo al quattordicesimo posto retrocedettero direttamente in 2ª Divisão, il secondo livello del campionato.

## Classifica finale
|  | Pos. | Squadra         | Pt | G  | V  | N | P  | GF  | GS  | DR   |
|  | ---- | --------------- | -- | -- | -- | - | -- | --- | --- | ---- |
|  | 1.   | Benfica         | 76 | 26 | 25 | 1 | 0  | 175 | 55  | +120 |
|  | 2.   | Porto           | 66 | 26 | 21 | 3 | 2  | 168 | 73  | +95  |
|  | 3.   | Oliveirense     | 52 | 26 | 17 | 1 | 8  | 136 | 96  | +40  |
|  | 4.   | Valongo         | 50 | 26 | 15 | 5 | 6  | 124 | 107 | +17  |
|  | 5.   | Sporting CP     | 49 | 26 | 15 | 4 | 7  | 100 | 79  | +21  |
|  | 6.   | Barcelos        | 46 | 26 | 14 | 4 | 8  | 96  | 80  | +16  |
|  | 7.   | Juventude Viana | 34 | 26 | 10 | 4 | 12 | 128 | 118 | +10  |
|  | 8.   | Paço de Arcos   | 34 | 26 | 10 | 4 | 12 | 93  | 99  | -6   |
|  | 9.   | Turquel         | 30 | 26 | 9  | 3 | 14 | 91  | 106 | -15  |
|  | 10.  | Candelária      | 29 | 26 | 9  | 2 | 15 | 89  | 119 | -30  |
|  | 11.  | Sanjoanense     | 17 | 26 | 5  | 2 | 19 | 83  | 148 | -65  |
|  | 12.  | Tigres          | 17 | 26 | 5  | 2 | 19 | 88  | 157 | -69  |
|  | 13.  | Carvalhos       | 15 | 26 | 4  | 3 | 19 | 77  | 131 | -54  |
|  | 14.  | Povoa           | 11 | 26 | 3  | 2 | 21 | 65  | 145 | -80  |

Legenda:
  Vincitore della Coppa del Portogallo 2014-2015.
      Campione del Portogallo e ammessa all'Eurolega 2015-2016.
      Ammesse all'Eurolega 2015-2016.
      Ammesse alla Coppa CERS 2015-2016.
      Retrocesse in 2ª Divisão 2015-2016.
Note:
Tre punti a vittoria, uno a pareggio, zero a sconfitta.